# Art Ross Trophy

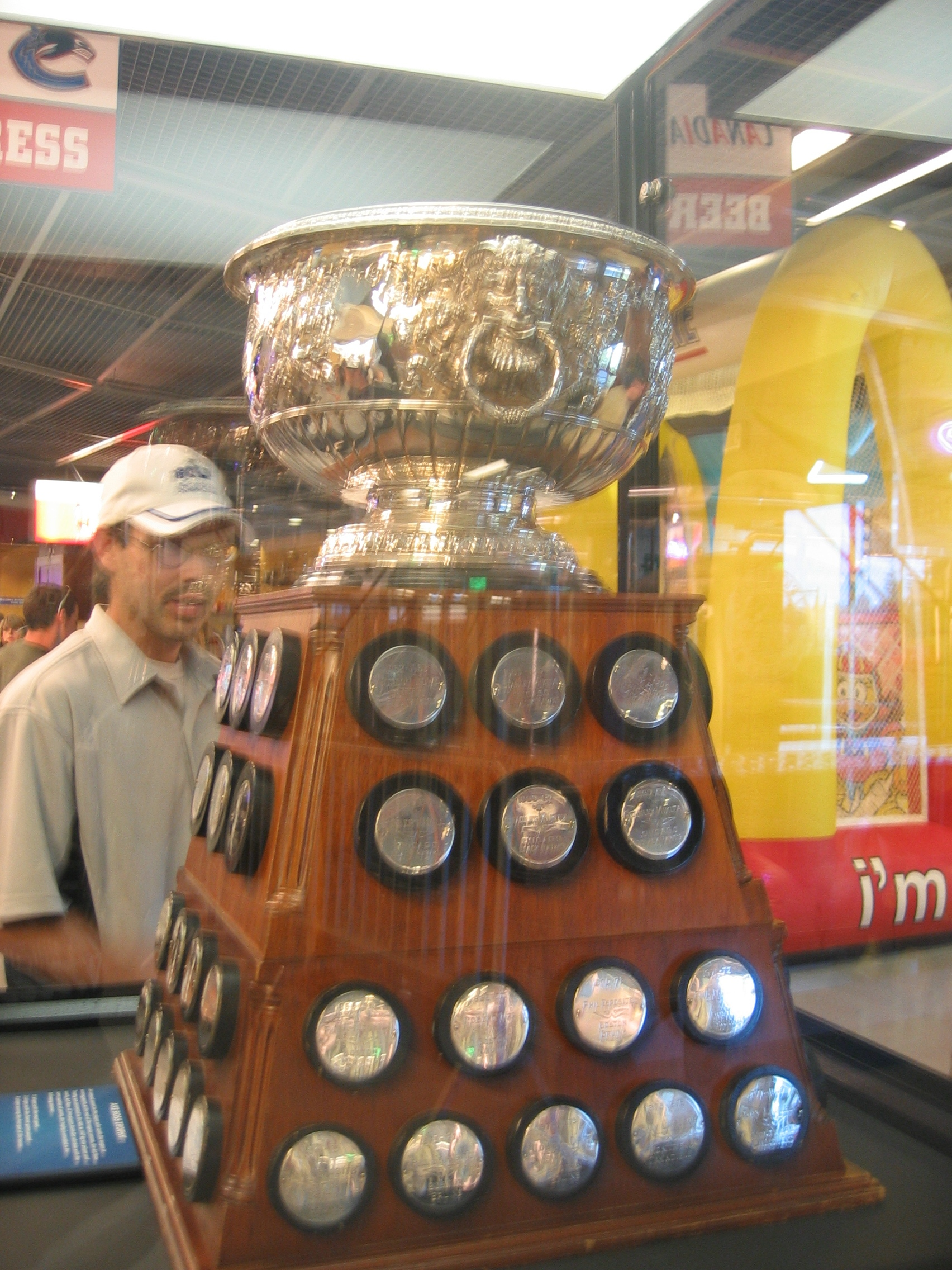
Die Art Ross Trophy im General Motors Place in Vancouver

Die Art Ross Trophy ist eine Eishockey-Trophäe in der National Hockey League. Sie wird an denjenigen Spieler der NHL verliehen, der die höchste Punktzahl (Tore + Assists) während der regulären Saison erzielt hat. Die Trophäe wurde nach Arthur Howie „Art“ Ross, einem Eishockeyspieler, Schiedsrichter, Trainer und Manager, benannt. Die Trophäe wurde erstmals 1948 verliehen.
Sollten zwei oder mehrere Spieler die gleiche Punktzahl erreicht haben, gewinnt der Spieler, der mehr Tore erzielt hat. Falls bezüglich der Anzahl erzielter Tore Gleichstand herrscht, gewinnt der Spieler, der weniger Spiele bestritten hat. Sollte weiterhin Gleichstand herrschen, gewinnt derjenige, der sein erstes Saisontor zu einem früheren Zeitpunkt erzielt hat.

## Geschichte
Elmer Lach war 1948 der erste Gewinner der Art Ross Trophy und benötigte dafür 61 Scorerpunkte. Dies ist der geringste Wert seit die Trophäe vergeben wird. Rekordsieger ist Wayne Gretzky, der während seiner Laufbahn zum Saisonende zehnmal die Scorerliste der National Hockey League anführte und mit sieben Erfolgen in Serie von 1981 bis 1987 eine weitere Bestmarke hält. Außerdem ist er der einzige Spieler in der Geschichte der Liga, der in einer Spielzeit mehr als 200 Punkte erzielte. Dies gelang ihm viermal, wobei er in der Saison 1985/86 mit 215 Punkten einen weiteren Rekord erreichte. Neben Gretzky führten auch Gordie Howe und Mario Lemieux mehrmals die Scorerwertung in der National Hockey League an und gewannen jeweils sechsmal die Art Ross Trophy. Fünffache Gewinner der Auszeichnung waren Phil Esposito, Jaromír Jágr und Connor McDavid. Der Tscheche Jágr ist somit auch der erfolgreichste europäische Spieler. Wayne Gretzky gewann als einziger Spieler als Mitglied zweier Teams die Art Ross Trophy, siebenmal als Spieler der Edmonton Oilers und dreimal bei den Los Angeles Kings. Joe Thornton wurde während der Saison 2005/06 von den Boston Bruins zu den San Jose Sharks transferiert und wurde zum Saisonende der erste Spieler in der Geschichte der Liga, der während einer Spielzeit für zwei Teams aufgelaufen war und die Art Ross Trophy gewann.
Sidney Crosby war 2007 im Alter von 19 Jahren der jüngste Spieler der Geschichte, der die Trophäe gewann. Gordie Howe war 34-jährig, als er 1963 zum letzten Mal in seiner Laufbahn die reguläre Saison als bester Scorer beendete, und der älteste Spieler, dem dies jemals gelang. Dies änderte sich erst, als im Jahre 2013 Martin St. Louis im Alter von 37 Jahren seine zweite Art Ross Trophy gewann. Damit ist er nicht nur der älteste Spieler, dem dies gelang, sondern zudem der Spieler, bei dem zwischen seinem ersten und zweiten Gewinn der Auszeichnung die meiste Zeit (neun Jahre) lag. Die Trophy wurde 15-mal von einem Spieler der Pittsburgh Penguins gewonnen. 13-mal war ein Spieler der Edmonton Oilers erfolgreich, neun Mal gewann ein Akteur der Montréal Canadiens und der Chicago Blackhawks. Der zweifache Gewinner Bobby Orr ist der einzige Verteidiger, der die Scorerwertung zum Saisonende anführte. Elmer Lach (1948), Roy Conacher (1949) und Mario Lemieux (1993) genügten 60 absolvierte Begegnungen, um zum Saisonende die Scorerliste der Liga anzuführen. Dies ist die geringste Anzahl während einer vollständig ausgespielten Saison. Dieser Wert wurde lediglich von Jaromír Jágr und ebenfalls Martin St. Louis unterboten, der die Saison 1994/95 bzw. bei St. Louis die Saison 2012/2013 als Topscorer beendete und dabei 48 NHL-Spiele absolviert hatte. Allerdings muss dabei beachtet werden, dass diese Spielzeit aufgrund eines Lockouts auf 48 Begegnungen verkürzt ausgetragen wurde. Bisher kamen elf Gewinner auf die heutzutage maximale Anzahl von 82 NHL-Spielen, wobei dies Jarome Iginla in der Saison 2001/02 als erstem Akteur gelang. Alle bisherigen Gewinner hatten einen Punkteschnitt von über einem Punkt pro Spiel. Neben Wayne Gretzky erreichte lediglich Mario Lemieux einen Durchschnitt von über zwei Punkten. Bisher gewannen 30 Spieler die Art Ross Trophy, 13 Akteure waren mehrmals erfolgreich.

## Liste der Gewinner

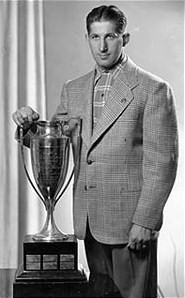
Elmer Lach war 1948 der erste Gewinner der Trophäe

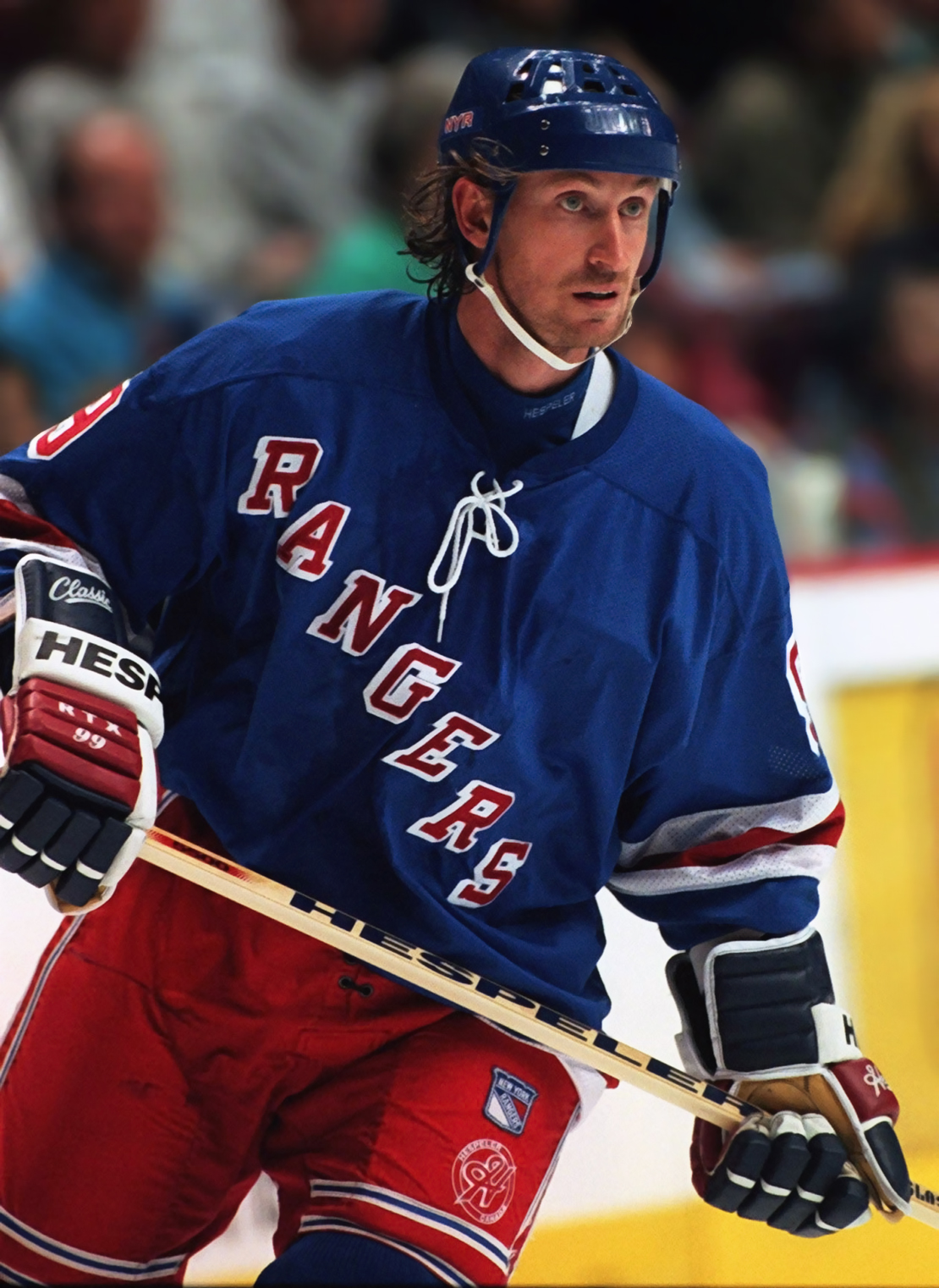
Wayne Gretzky war zehnmal Topscorer der National Hockey League

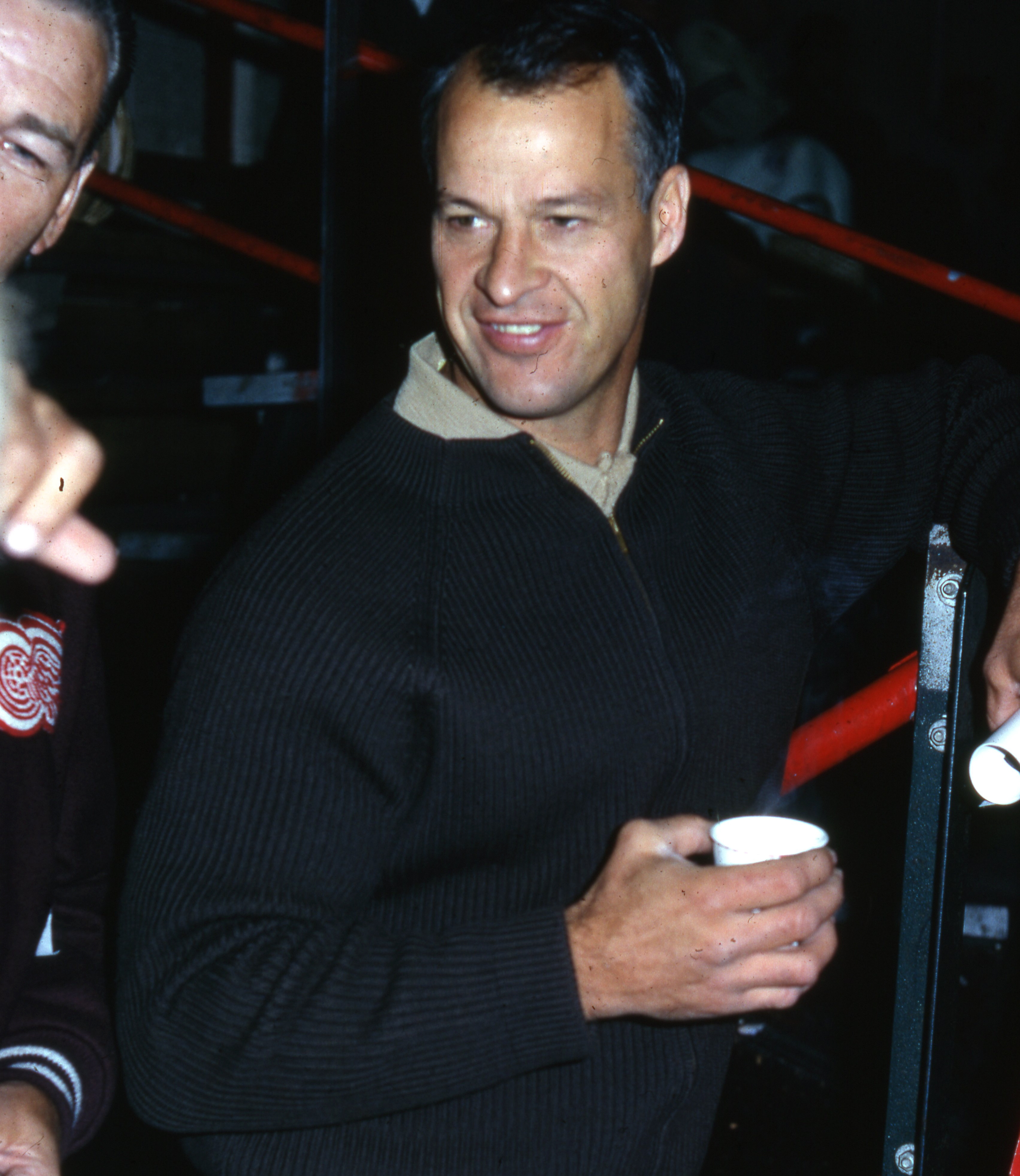
Gordie Howe gewann sechsmal die Art Ross Trophy

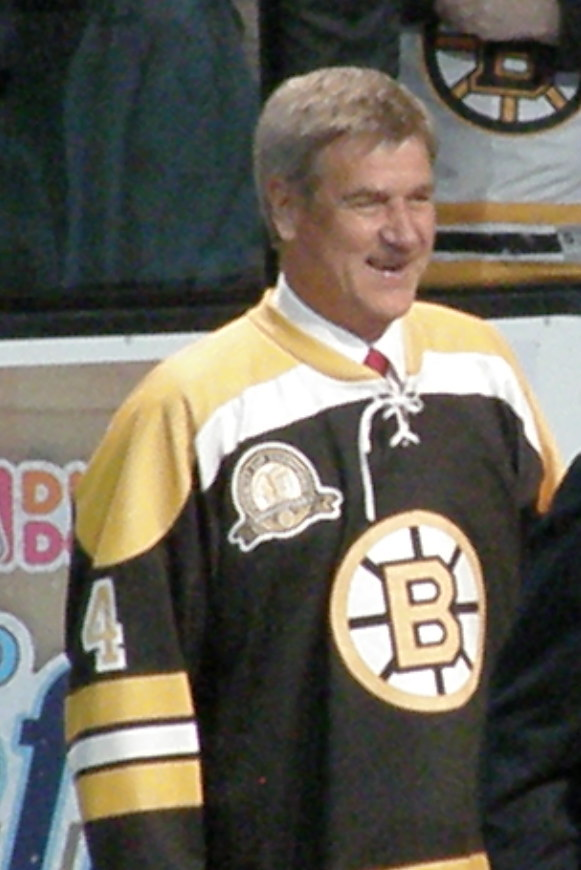
Bobby Orr gewann als einziger Verteidiger die Trophäe

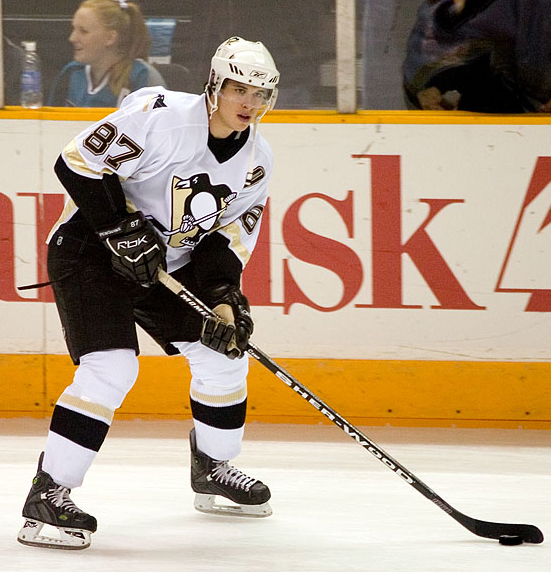
Sidney Crosby war der einzige Gewinner unter 20 Jahren

- Jahr: Nennt das Jahr, in dem der Spieler die Art Ross Trophy gewonnen hat.
- Gewinner: Nennt den Namen des Gewinners.
- Team: Nennt das Franchise, für das der Spieler zum damaligen Zeitpunkt gespielt hat.
- Spiele: Nennt die Anzahl Spiele, die der Gewinner absolviert hat.
- Tore: Nennt die Anzahl Tore, die der Gewinner erzielt hat.
- Assists: Nennt die Anzahl Torvorlagen, die der Gewinner erreicht hat.
- Punkte: Nennt die Anzahl Punkte, die der Gewinner erreicht hat.
- Schnitt: Nennt die durchschnittliche Anzahl erzielter Punkte pro Saisonspiel.
- Alter: Nennt das Alter des Gewinners in Jahren am Ende der jeweiligen regulären Saison.

| Jahr |                                  | Gewinner                         | Team                             | Spiele                           | Tore                             | Assists                          | Punkte                           | Schnitt                          | Alter                            |
| ---- | -------------------------------- | -------------------------------- | -------------------------------- | -------------------------------- | -------------------------------- | -------------------------------- | -------------------------------- | -------------------------------- | -------------------------------- |
| 2025 | Russland                         | Nikita Kutscherow                | Tampa Bay Lightning              | 78                               | 37                               | 84                               | 121                              | 1,55                             | 31                               |
| 2024 | Russland                         | Nikita Kutscherow                | Tampa Bay Lightning              | 82                               | 44                               | 100                              | 144                              | 1,76                             | 30                               |
| 2023 | Kanada                           | Connor McDavid                   | Edmonton Oilers                  | 82                               | 64                               | 89                               | 153                              | 1,87                             | 26                               |
| 2022 | Kanada                           | Connor McDavid                   | Edmonton Oilers                  | 80                               | 44                               | 79                               | 123                              | 1,54                             | 25                               |
| 2021 | Kanada                           | Connor McDavid                   | Edmonton Oilers                  | 56                               | 33                               | 72                               | 105                              | 1,88                             | 24                               |
| 2020 | Deutschland                      | Leon Draisaitl                   | Edmonton Oilers                  | 71                               | 43                               | 67                               | 110                              | 1,55                             | 24                               |
| 2019 | Russland                         | Nikita Kutscherow                | Tampa Bay Lightning              | 82                               | 41                               | 87                               | 128                              | 1,56                             | 25                               |
| 2018 | Kanada                           | Connor McDavid                   | Edmonton Oilers                  | 82                               | 41                               | 67                               | 108                              | 1,32                             | 21                               |
| 2017 | Kanada                           | Connor McDavid                   | Edmonton Oilers                  | 82                               | 30                               | 70                               | 100                              | 1,22                             | 20                               |
| 2016 | Vereinigte Staaten               | Patrick Kane                     | Chicago Blackhawks               | 82                               | 46                               | 60                               | 106                              | 1,29                             | 27                               |
| 2015 | Kanada                           | Jamie Benn                       | Dallas Stars                     | 82                               | 35                               | 52                               | 87                               | 1,06                             | 25                               |
| 2014 | Kanada                           | Sidney Crosby                    | Pittsburgh Penguins              | 80                               | 36                               | 68                               | 104                              | 1,30                             | 26                               |
| 2013 | Kanada                           | Martin St. Louis                 | Tampa Bay Lightning              | 48                               | 17                               | 43                               | 60                               | 1,25                             | 37                               |
| 2012 | Russland                         | Jewgeni Malkin                   | Pittsburgh Penguins              | 75                               | 50                               | 59                               | 109                              | 1,45                             | 25                               |
| 2011 | Schweden                         | Daniel Sedin                     | Vancouver Canucks                | 82                               | 41                               | 63                               | 104                              | 1,27                             | 30                               |
| 2010 | Schweden                         | Henrik Sedin                     | Vancouver Canucks                | 82                               | 29                               | 83                               | 112                              | 1,37                             | 29                               |
| 2009 | Russland                         | Jewgeni Malkin                   | Pittsburgh Penguins              | 82                               | 35                               | 78                               | 113                              | 1,38                             | 22                               |
| 2008 | Russland                         | Alexander Owetschkin             | Washington Capitals              | 82                               | 65                               | 47                               | 112                              | 1,37                             | 22                               |
| 2007 | Kanada                           | Sidney Crosby                    | Pittsburgh Penguins              | 79                               | 36                               | 84                               | 120                              | 1,52                             | 19                               |
| 2006 | Kanada                           | Joe Thornton                     | San Jose Sharks                  | 81                               | 29                               | 96                               | 125                              | 1,54                             | 26                               |
| 2005 | wegen Lockouts nicht ausgetragen | wegen Lockouts nicht ausgetragen | wegen Lockouts nicht ausgetragen | wegen Lockouts nicht ausgetragen | wegen Lockouts nicht ausgetragen | wegen Lockouts nicht ausgetragen | wegen Lockouts nicht ausgetragen | wegen Lockouts nicht ausgetragen | wegen Lockouts nicht ausgetragen |
| 2004 | Kanada                           | Martin St. Louis                 | Tampa Bay Lightning              | 82                               | 38                               | 56                               | 94                               | 1,15                             | 28                               |
| 2003 | Schweden                         | Peter Forsberg                   | Colorado Avalanche               | 75                               | 29                               | 77                               | 106                              | 1,41                             | 29                               |
| 2002 | Kanada                           | Jarome Iginla                    | Calgary Flames                   | 82                               | 52                               | 44                               | 96                               | 1,17                             | 24                               |
| 2001 | Tschechien                       | Jaromír Jágr                     | Pittsburgh Penguins              | 81                               | 52                               | 69                               | 121                              | 1,49                             | 28                               |
| 2000 | Tschechien                       | Jaromír Jágr                     | Pittsburgh Penguins              | 63                               | 42                               | 54                               | 96                               | 1,52                             | 27                               |
| 1999 | Tschechien                       | Jaromír Jágr                     | Pittsburgh Penguins              | 81                               | 44                               | 83                               | 127                              | 1,57                             | 26                               |
| 1998 | Tschechien                       | Jaromír Jágr                     | Pittsburgh Penguins              | 77                               | 35                               | 67                               | 102                              | 1,32                             | 25                               |
| 1997 | Kanada                           | Mario Lemieux                    | Pittsburgh Penguins              | 76                               | 50                               | 72                               | 122                              | 1,61                             | 31                               |
| 1996 | Kanada                           | Mario Lemieux                    | Pittsburgh Penguins              | 70                               | 69                               | 92                               | 161                              | 2,30                             | 30                               |
| 1995 | Tschechien                       | Jaromír Jágr                     | Pittsburgh Penguins              | 48                               | 32                               | 38                               | 70                               | 1,46                             | 22                               |
| 1994 | Kanada                           | Wayne Gretzky                    | Los Angeles Kings                | 81                               | 38                               | 92                               | 130                              | 1,60                             | 33                               |
| 1993 | Kanada                           | Mario Lemieux                    | Pittsburgh Penguins              | 60                               | 69                               | 91                               | 160                              | 2,67                             | 27                               |
| 1992 | Kanada                           | Mario Lemieux                    | Pittsburgh Penguins              | 64                               | 44                               | 87                               | 131                              | 2,05                             | 26                               |
| 1991 | Kanada                           | Wayne Gretzky                    | Los Angeles Kings                | 78                               | 41                               | 122                              | 163                              | 2,09                             | 30                               |
| 1990 | Kanada                           | Wayne Gretzky                    | Los Angeles Kings                | 73                               | 40                               | 102                              | 142                              | 1,95                             | 29                               |
| 1989 | Kanada                           | Mario Lemieux                    | Pittsburgh Penguins              | 76                               | 85                               | 114                              | 199                              | 2,62                             | 23                               |
| 1988 | Kanada                           | Mario Lemieux                    | Pittsburgh Penguins              | 77                               | 70                               | 98                               | 168                              | 2,18                             | 22                               |
| 1987 | Kanada                           | Wayne Gretzky                    | Edmonton Oilers                  | 79                               | 62                               | 121                              | 183                              | 2,32                             | 26                               |
| 1986 | Kanada                           | Wayne Gretzky                    | Edmonton Oilers                  | 80                               | 52                               | 163                              | 215                              | 2,69                             | 25                               |
| 1985 | Kanada                           | Wayne Gretzky                    | Edmonton Oilers                  | 80                               | 73                               | 135                              | 208                              | 2,60                             | 24                               |
| 1984 | Kanada                           | Wayne Gretzky                    | Edmonton Oilers                  | 74                               | 87                               | 118                              | 205                              | 2,77                             | 23                               |
| 1983 | Kanada                           | Wayne Gretzky                    | Edmonton Oilers                  | 80                               | 71                               | 125                              | 196                              | 2,45                             | 22                               |
| 1982 | Kanada                           | Wayne Gretzky                    | Edmonton Oilers                  | 80                               | 92                               | 120                              | 212                              | 2,65                             | 21                               |
| 1981 | Kanada                           | Wayne Gretzky                    | Edmonton Oilers                  | 80                               | 55                               | 109                              | 164                              | 2,05                             | 20                               |
| 1980 | Kanada                           | Marcel Dionne                    | Los Angeles Kings                | 80                               | 53                               | 84                               | 137                              | 1,71                             | 28                               |
| 1979 | Kanada                           | Bryan Trottier                   | New York Islanders               | 76                               | 47                               | 87                               | 134                              | 1,76                             | 22                               |
| 1978 | Kanada                           | Guy Lafleur                      | Montréal Canadiens               | 78                               | 60                               | 72                               | 132                              | 1,69                             | 26                               |
| 1977 | Kanada                           | Guy Lafleur                      | Montréal Canadiens               | 80                               | 56                               | 80                               | 136                              | 1,70                             | 25                               |
| 1976 | Kanada                           | Guy Lafleur                      | Montréal Canadiens               | 80                               | 56                               | 69                               | 125                              | 1,56                             | 24                               |
| 1975 | Kanada                           | Bobby Orr                        | Boston Bruins                    | 80                               | 46                               | 89                               | 135                              | 1,69                             | 26                               |
| 1974 | Kanada                           | Phil Esposito                    | Boston Bruins                    | 78                               | 68                               | 77                               | 145                              | 1,86                             | 31                               |
| 1973 | Kanada                           | Phil Esposito                    | Boston Bruins                    | 78                               | 55                               | 75                               | 130                              | 1,67                             | 30                               |
| 1972 | Kanada                           | Phil Esposito                    | Boston Bruins                    | 76                               | 66                               | 67                               | 133                              | 1,75                             | 29                               |
| 1971 | Kanada                           | Phil Esposito                    | Boston Bruins                    | 78                               | 76                               | 76                               | 152                              | 1,95                             | 28                               |
| 1970 | Kanada                           | Bobby Orr                        | Boston Bruins                    | 76                               | 33                               | 87                               | 120                              | 1,58                             | 21                               |
| 1969 | Kanada                           | Phil Esposito                    | Boston Bruins                    | 74                               | 49                               | 77                               | 126                              | 1,70                             | 26                               |
| 1968 | Kanada                           | Stan Mikita                      | Chicago Black Hawks              | 72                               | 40                               | 47                               | 87                               | 1,21                             | 27                               |
| 1967 | Kanada                           | Stan Mikita                      | Chicago Black Hawks              | 70                               | 35                               | 62                               | 97                               | 1,39                             | 26                               |
| 1966 | Kanada                           | Bobby Hull                       | Chicago Black Hawks              | 65                               | 54                               | 43                               | 97                               | 1,49                             | 27                               |
| 1965 | Kanada                           | Stan Mikita                      | Chicago Black Hawks              | 70                               | 28                               | 59                               | 87                               | 1,24                             | 24                               |
| 1964 | Kanada                           | Stan Mikita                      | Chicago Black Hawks              | 70                               | 39                               | 50                               | 89                               | 1,27                             | 23                               |
| 1963 | Kanada                           | Gordie Howe                      | Detroit Red Wings                | 70                               | 38                               | 48                               | 86                               | 1,23                             | 34                               |
| 1962 | Kanada                           | Bobby Hull                       | Chicago Black Hawks              | 70                               | 50                               | 34                               | 84                               | 1,20                             | 23                               |
| 1961 | Kanada                           | Bernie Geoffrion                 | Montréal Canadiens               | 64                               | 50                               | 45                               | 95                               | 1,48                             | 29                               |
| 1960 | Kanada                           | Bobby Hull                       | Chicago Black Hawks              | 70                               | 39                               | 42                               | 81                               | 1,16                             | 21                               |
| 1959 | Kanada                           | Dickie Moore                     | Montréal Canadiens               | 70                               | 41                               | 55                               | 96                               | 1,37                             | 28                               |
| 1958 | Kanada                           | Dickie Moore                     | Montréal Canadiens               | 70                               | 36                               | 48                               | 84                               | 1,20                             | 27                               |
| 1957 | Kanada                           | Gordie Howe                      | Detroit Red Wings                | 70                               | 44                               | 45                               | 89                               | 1,27                             | 28                               |
| 1956 | Kanada                           | Jean Béliveau                    | Montréal Canadiens               | 70                               | 47                               | 41                               | 88                               | 1,26                             | 24                               |
| 1955 | Kanada                           | Bernie Geoffrion                 | Montréal Canadiens               | 70                               | 38                               | 37                               | 75                               | 1,07                             | 23                               |
| 1954 | Kanada                           | Gordie Howe                      | Detroit Red Wings                | 70                               | 33                               | 48                               | 81                               | 1,16                             | 25                               |
| 1953 | Kanada                           | Gordie Howe                      | Detroit Red Wings                | 70                               | 49                               | 46                               | 95                               | 1,36                             | 24                               |
| 1952 | Kanada                           | Gordie Howe                      | Detroit Red Wings                | 70                               | 47                               | 39                               | 86                               | 1,23                             | 23                               |
| 1951 | Kanada                           | Gordie Howe                      | Detroit Red Wings                | 70                               | 43                               | 43                               | 86                               | 1,23                             | 22                               |
| 1950 | Kanada                           | Ted Lindsay                      | Detroit Red Wings                | 69                               | 23                               | 55                               | 78                               | 1,13                             | 24                               |
| 1949 | Kanada                           | Roy Conacher                     | Chicago Black Hawks              | 60                               | 26                               | 42                               | 68                               | 1,13                             | 32                               |
| 1948 | Kanada                           | Elmer Lach                       | Montréal Canadiens               | 60                               | 30                               | 31                               | 61                               | 1,02                             | 30                               |

## Topscorer bis 1947

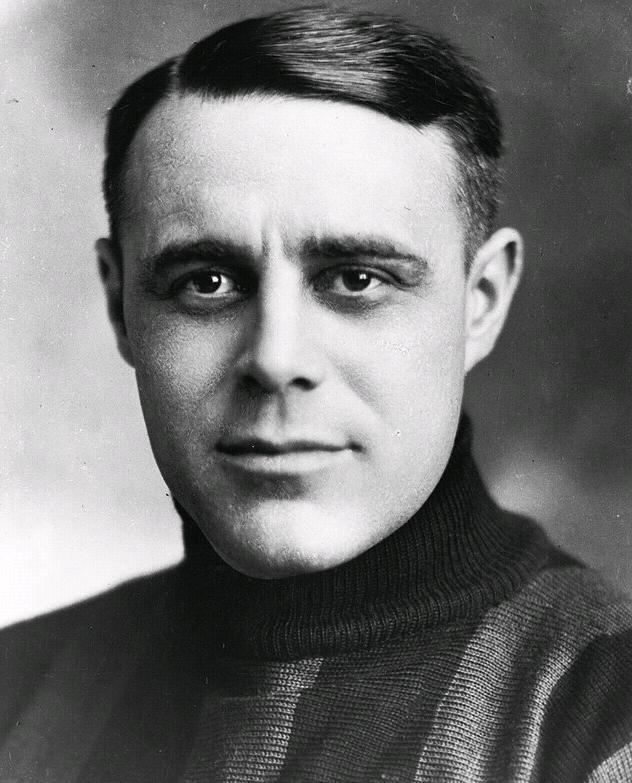
Joe Malone war 1918 der erste Topscorer der National Hockey League

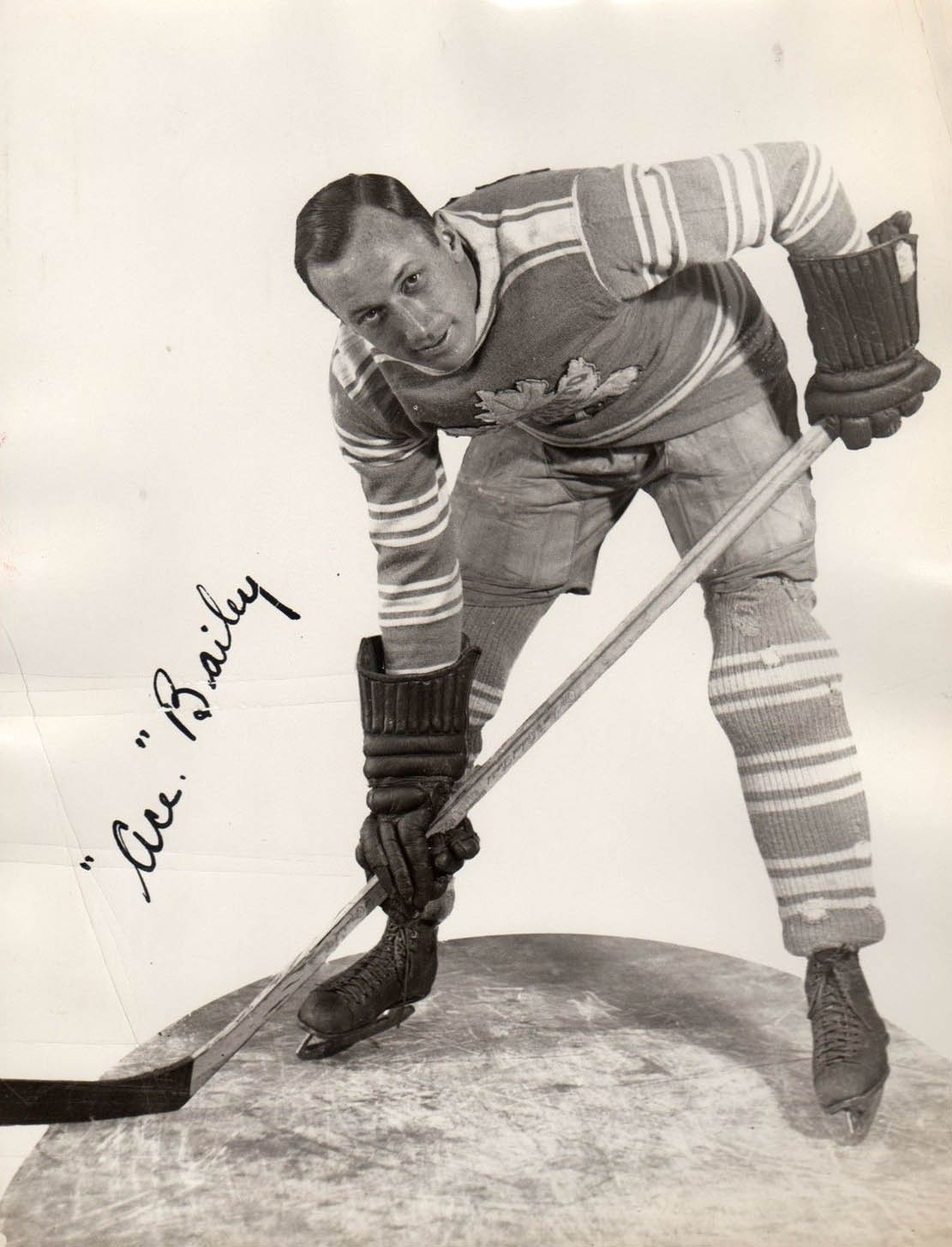
Ace Bailey beendete die Saison 1928/29 als punktbester Spieler

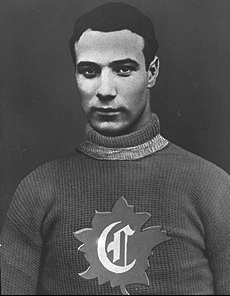
Newsy Lalonde war zwei Mal bester Scorer der Liga

- Jahr: Nennt das Jahr, in dem der Spieler die Scorerliste angeführt hat.
- Topscorer: Nennt den Namen des Führenden in der Scorerliste.
- Team: Nennt das Franchise, für das der Spieler zum damaligen Zeitpunkt gespielt hat.
- Punkte: Nennt die Anzahl Punkte, die der punktbeste Spieler erreicht hat.

| Jahr |        | Topscorer        | Team                | Punkte |
| ---- | ------ | ---------------- | ------------------- | ------ |
| 1947 | Kanada | Max Bentley      | Chicago Black Hawks | 72     |
| 1946 | Kanada | Max Bentley      | Chicago Black Hawks | 61     |
| 1945 | Kanada | Elmer Lach       | Montréal Canadiens  | 80     |
| 1944 | Kanada | Herb Cain        | Boston Bruins       | 82     |
| 1943 | Kanada | Doug Bentley     | Chicago Black Hawks | 73     |
| 1942 | Kanada | Bryan Hextall    | New York Rangers    | 56     |
| 1941 | Kanada | Bill Cowley      | Boston Bruins       | 62     |
| 1940 | Kanada | Milt Schmidt     | Boston Bruins       | 52     |
| 1939 | Kanada | Toe Blake        | Montréal Canadiens  | 47     |
| 1938 | Kanada | Gordie Drillon   | Toronto Maple Leafs | 52     |
| 1937 | Kanada | Sweeney Schriner | New York Americans  | 46     |
| 1936 | Kanada | Sweeney Schriner | New York Americans  | 45     |
| 1935 | Kanada | Charlie Conacher | Toronto Maple Leafs | 57     |
| 1934 | Kanada | Charlie Conacher | Toronto Maple Leafs | 52     |
| 1933 | Kanada | Bill Cook        | New York Rangers    | 50     |
| 1932 | Kanada | Busher Jackson   | Toronto Maple Leafs | 53     |
| 1931 | Kanada | Howie Morenz     | Montréal Canadiens  | 51     |
| 1930 | Kanada | Cooney Weiland   | Boston Bruins       | 73     |
| 1929 | Kanada | Ace Bailey       | Toronto Maple Leafs | 32     |
| 1928 | Kanada | Howie Morenz     | Montréal Canadiens  | 51     |
| 1927 | Kanada | Bill Cook        | New York Rangers    | 37     |
| 1926 | Kanada | Nels Stewart     | Montreal Maroons    | 42     |
| 1925 | Kanada | Babe Dye         | Toronto Maple Leafs | 44     |
| 1924 | Kanada | Cy Denneny       | Ottawa Senators     | 23     |
| 1923 | Kanada | Babe Dye         | Toronto Maple Leafs | 37     |
| 1922 | Kanada | Punch Broadbent  | Ottawa Senators     | 46     |
| 1921 | Kanada | Newsy Lalonde    | Montréal Canadiens  | 41     |
| 1920 | Kanada | Joe Malone       | Quebec Bulldogs     | 45     |
| 1919 | Kanada | Newsy Lalonde    | Montréal Canadiens  | 32     |
| 1918 | Kanada | Joe Malone       | Montréal Canadiens  | 44     |